# Arturo Chiodi
Arturo Chiodi (Tornata, 2 giugno 1920 – Bolzano, 11 settembre 2003) è stato un giornalista, saggista e scrittore italiano.

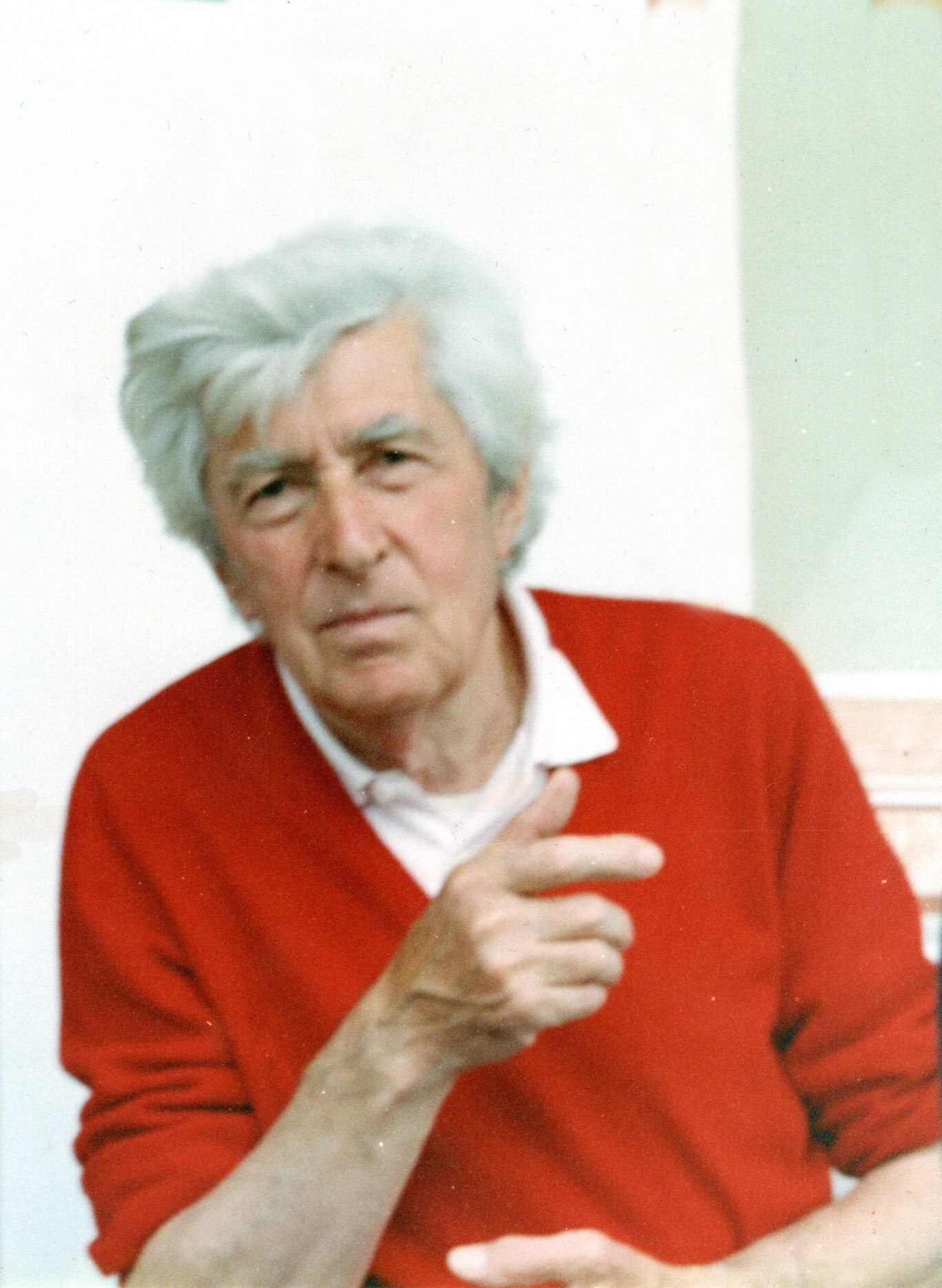
Arturo Chiodi

Allievo di Primo Mazzolari, Arturo Chiodi è stato antifascista e ha preso parte alla Resistenza. Negli anni Cinquanta e Sessanta ha diretto vari giornali di orientamento cattolico; in seguito ha lavorato alla Rai sino al pensionamento.

## La formazione
Nasce a Romprezzagno, frazione di Tornata (Cremona), il 2 giugno 1920, da Ennio, agricoltore, e dalla friulana Brigida Fornasier.  Negli anni dell’adolescenza, mentre studia presso il liceo classico di Mantova, frequenta la parrocchia di Bozzolo di cui era parroco Primo Mazzolari. Di questi diviene allievo e giovane collaboratore. L’incontro costituisce un momento fondamentale della formazione intellettuale e ideale di Chiodi. È su suggerimento di Mazzolari che il giovane legge Jacques Maritain e Emmanuel Mounier e matura la propensione a un cattolicesimo, che alla valorizzazione della persona coniuga la sensibilità alle esigenze dei poveri e degli ultimi. È nell’incessante colloquio con il parroco che si fortificano le sue convinzioni democratiche e antifasciste .
Si laurea in Lettere, nel 1943 all'Università Statale di Milano, con una tesi sulla storia del Principato di Bozzolo e Sabbioneta tra Quattrocento e Cinquecento, relatore Federico Chabod.

## La guerra e La Resistenza
Dopo l’8 settembre partecipa all’attività di resistenza nel gruppo che fa capo a Mazzolari, per conto del quale svolge missioni a Roma. Incalzato dalla polizia della Repubblica Sociale ripara in Svizzera, dove rimarrà internato in campi di lavoro sino alla Liberazione, L’8 marzo del 1944 è condannato a morte in contumacia da un tribunale fascista.

## Il giornalismo
Al rientro a Mantova nel 1945 inizia a insegnare a Mantova nell'Istituto magistrale mentre collabora con Mantova libera, il giornale del Comitato di Liberazione Nazionale. Quando nel luglio del 1946 questo si trasforma nella Gazzetta di Mantova, ne diviene vicedirettore (direttore era all’epoca Piero Dallamano). Nel 1949 è chiamato a un alto incarico nella SPES, la sezione propaganda e stampa del partito della Democrazia Cristiana; lavora fianco a fianco con Alcide De Gasperi, che accompagna in diversi viaggi in Italia e all'estero.
Nel 1950 assume la direzione della Voce Adriatica di Ancona. Due anni dopo entra alla Rai, dove avvia il giornale radio del Terzo Programma. 
Nell'aprile del 1951 ha sposato Argia Schiappadori (più nota come Baby): il matrimonio è celebrato a Mantova nella chiesa dei Santi Gervasio e Protasio, officianti don Aldo Porcelli (un altro prete della Resistenza) e don Mazzolari. Dal matrimonio nascono tre figli: Ennio, Antonio e Roberto.
Di lì a poco Chiodi torna alla carta stampata: nel 1955, è responsabile del Popolo di Milano (edizione milanese del Il Popolo, giornale della Democrazia Cristiana);  successivamente dirige la rivista Libertas, il Giornale del Mattino di Firenze (1956-1957), il settimanale Rotosei (1958-1959). Direttore della Gazzetta del Popolo di Torino dal 1960 al 1964, promuove la collaborazione dei padri David Turoldo, Camillo De Piaz e Nazareno Fabbretti, facendo del giornale un luogo di confronto per una parte importante del mondo cattolico. Le inchieste di politica internazionale condotte dagli inviati del quotidiano, e in particolare da Fabbretti, procurano al giornale e al suo direttore Arturo Chiodi minacciose attenzioni da parte di movimenti fascisti europei, dai franchisti spagnoli all'OAS con (Organisation de l'Armée Secrète) che si opponeva ai movimenti di liberazione delle colonie francesi in Nord Africa. Per questo in quegli anni Arturo Chiodi è stato per due anni sotto protezione di una scorta del Ministero degli Interni. 
Rientrato alla Rai, gli viene affidato nel 1964, per cinque anni, l'ufficio di corrispondenza di Ginevra, sede delle Nazioni Unite per la Conferenza mondiale sul disarmo con incarichi di inviato per gli eventi della diplomazia europea; successivamente opera a Roma come responsabile della direzione per i rapporti con l'estero.
Nel 1978 Chiodi è chiamato dal segretario della Democrazia Cristiana Benigno Zaccagnini a collaborare, come portavoce e capo dell’Ufficio stampa, con Virginio Rognoni che, dopo l'uccisione di Aldo Moro, era stato nominato ministro dell'Interno al posto del dimissionario Francesco Cossiga. L'accortezza e l'equilibrio di cui dà prova nella delicatissima congiuntura gli valgono l'unanime apprezzamento dei colleghi e dei responsabili delle istituzioni.
Nell’ultimo periodo della sua vita, dopo il pensionamento,  Chiodi ha insegnato nell’Istituto di formazione al giornalismo di Milano.

## L’impegno mazzolariano

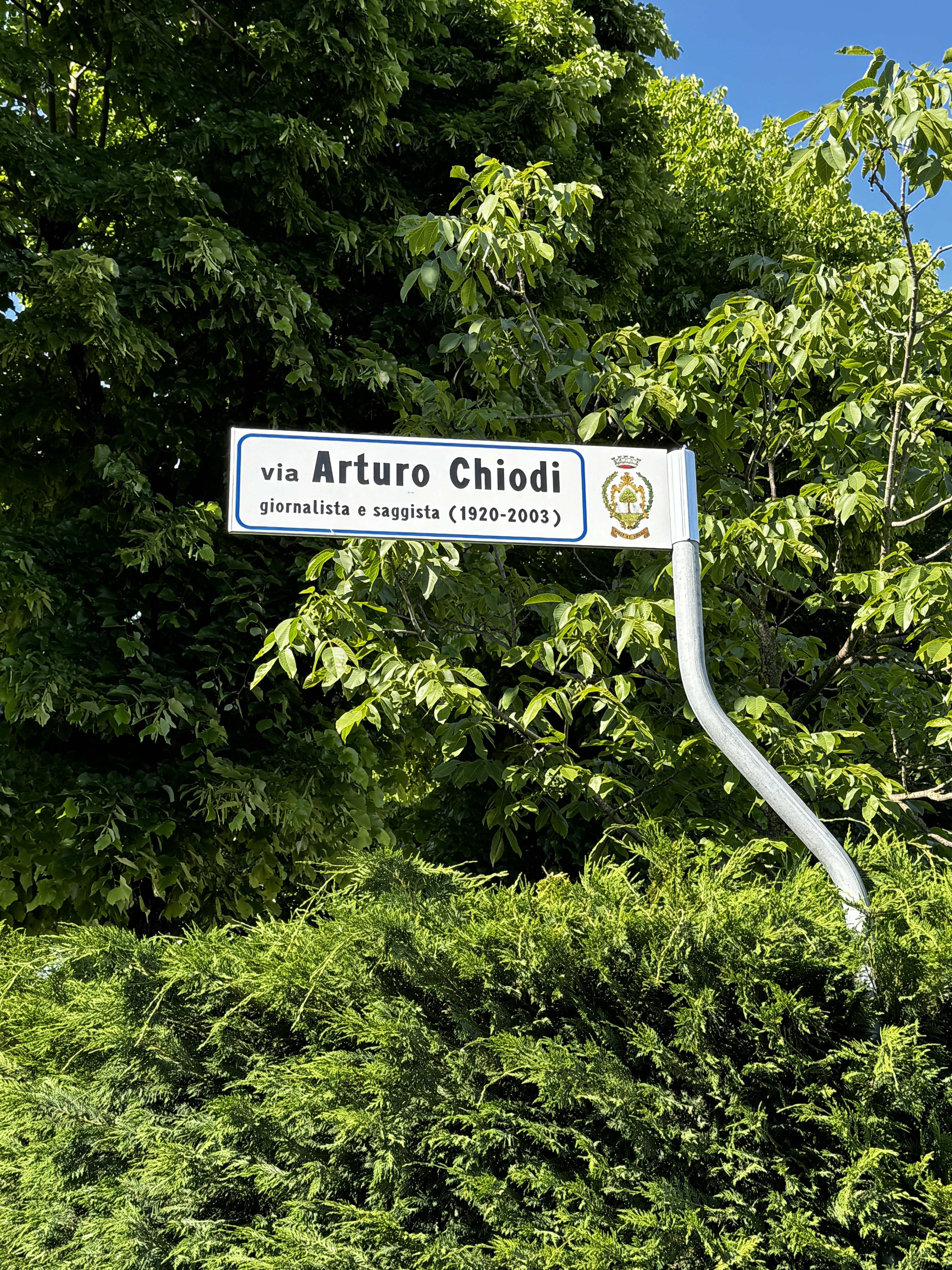
Via Arturo Chiodi a Bozzolo

Lo stretto legame di Chiodi con Primo Mazzolari si mantiene forte e vivo anche dopo la morte, nel 1958, del parroco di Bozzolo. Attivo nel comitato immediatamente costituitosi con la missione di tener viva la memoria dell’opera del sacerdote, nel 1981, quando nasce la che ne porta il nome, assume la direzione del Comitato scientifico e promuove insieme agli amici bozzolesi una nutrita serie di convegni e di pubblicazioni. 
Nel 1967 aveva avuto inizio la pubblicazione di un Notiziario mazzolariano, che nel 1990 si trasformò nella rivista semestrale Impegno. Rassegna di Religione, Attualità e Cultura, di cui Chiodi sarà direttore sino alla morte. Numerosi i saggi a sua firma dedicati all'attualità politica e culturale e alla figura e all’opera di Mazzolari e i volumi da lui curati che raccolgono gli scritti del sacerdote. 
Ad Arturo Chiodi è stata intitolata una via a Bozzolo (MN) il 6 novembre del 2022.
Arturo Chiodi muore a Bolzano l'11 settembre 2003.

## Opere
- Il nostro tempo : elementi di scienze politiche e sociali per l'aggiornamento e la ricerca in materia di educazione civica e di cultura generale per le scuole medie e superiori e i corsi di istruzione e addestramento professionale, a cura di Arturo Chiodi, Roma, Unione Editoriale, 1976.
- Leopoldo Elia e altri, Cattolici alla prova tra fede e politica: per un servizio di promozione umana, a cura di Arturo Chiodi, Firenze, Vallecchi, 1977.
- Sulla cultura : note, appunti, riflessioni, s.l., L'ore del tempo, 1988.
- Primo Mazzolari, un grande protagonista della vicenda umana e religiosa del nostro tempo. Una antologia delle opere, a cura di Arturo Chiodi, Milano, Paoline, 1990. ISBN 88-315-0338-3.
- Ritorno a Mazzolari (relazione svolta a Cremona il 18 gennaio 1990 a celebrazione del centenario della nascita di don Primo Mazzolari), s.n.t. [ma Bozzolo, Chiribella, 1990].
- Primo Mazzolari, Tu non uccidere, prefazione di Loris Francesco Capovilla. Introduzione di Arturo Chiodi, Milano, Edizioni Paoline, 1991. ISBN 88-215-2136-2
- Primo Mazzolari: un testimone 'in Cristo' con l'anima del profeta, Milano, Centro ambrosiano, 1998. ISBN 88-8025-163-5.
- Primo Mazzolari, Tempo di passione. Meditazioni per la Settimana santa, a cura di Arturo Chiodi, Milano : Paoline, 1995. ISBN 88-315-1047-9.
- Primo Mazzolari, L'ora dell'impero. Pagine scelte, a cura di Arturo Chiodi, Mantova, Arcari, 1995.
- Arturo Chiodi, Luigi Francesco Ruffato: Mazzolari, il tormento della profezia : oratorio di un atto, Milano, Paoline, 2000. ISBN 88-315-1920-4.
- Primo Mazzolari: se tu resti con noi : pensieri, moniti, orientamenti per l'oggi e per il tempo che verrà, a cura di Arturo Chiodi, Milano, Paoline, 2000. ISBN 88-315-1890-9.
- Con tutta l'amicizia. Carteggio tra don Primo Mazzolari e Luigi Santucci, 1942-1959. Presentazione di Abramo Levi. Introduzione e note di Arturo Chiodi, Milano, Paoline, 2001. ISBN 88-315-2236-1.
- Ernesto Balducci e altri: Mazzolari: nella storia della Chiesa e della società italiana del Novecento, a cura di Arturo Chiodi, Milano, Paoline, 2003. ISBN 88-315-2512-3.
- Primo Mazzolari, Il Padre nostro. Commento. Un itinerario di fede dalla predicazione svolta a Milano e Ivrea nel novembre 1957 e nell'ottobre 1958, a cura di Arturo Chiodi, Milano, Paoline, 2009. ISBN 978-88-315-3656-1.